# Parco Giovanni Palatucci

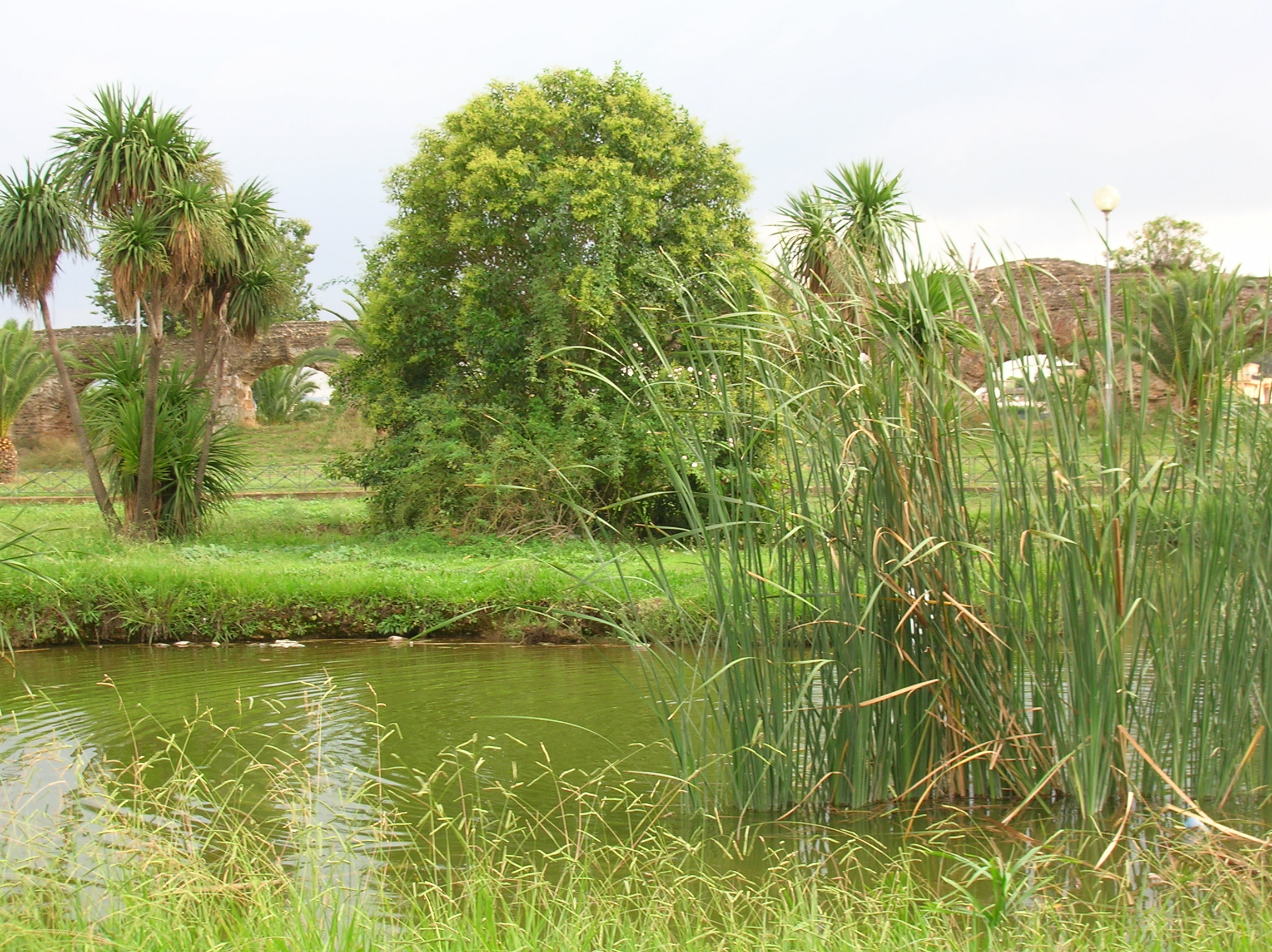
Il laghetto

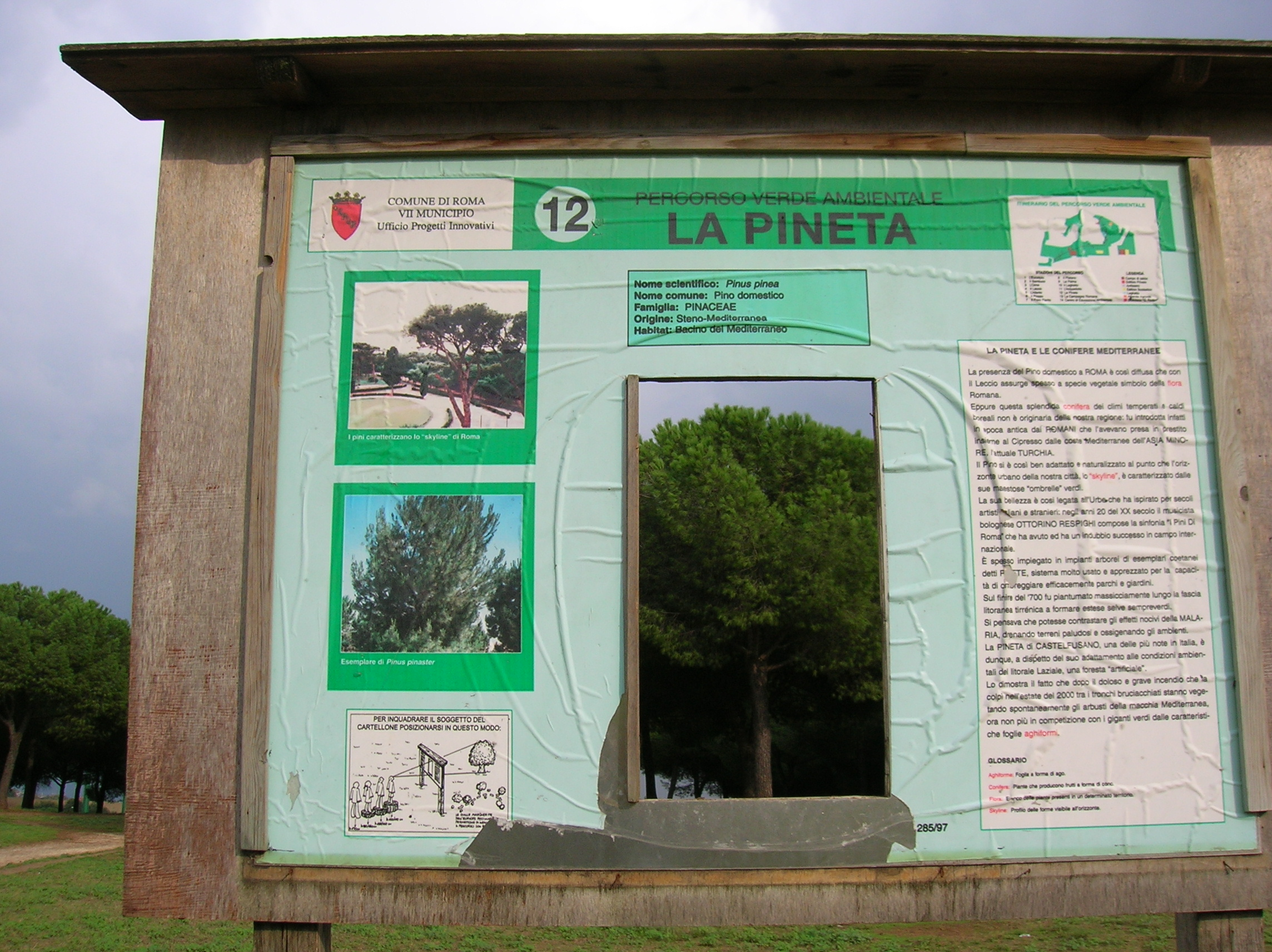
Cartellone "La pineta"

Il parco Giovanni Palatucci, noto anche come parco Tor Tre Teste - Alessandrino, è un parco di Roma nel quartiere Alessandrino, nel territorio amministrato dal Municipio Roma V.

## Storia
Inaugurato nel 2003 dall'allora capo della Polizia di Stato Gianni De Gennaro e dall'allora sindaco di Roma Walter Veltroni, il parco prende il nome dal commissario di pubblica sicurezza Giovanni Palatucci, medaglia d'oro al merito civile per aver salvato la vita di 5000 ebrei durante la seconda guerra mondiale.

## Monumenti e luoghi d'interesse
Al suo interno si trova un tratto dell'acquedotto Alessandrino che dà il nome al quartiere, al Teatro Alessandrino e fa da sfondo all'area giochi.
Il parco è caratterizzato da un percorso Verde Ambientale progettato dal Vii Municipio - ufficio Progetti Innovativi: si tratta di un percorso didattico-naturalistico le cui tappe sono dedicate ad alcune specie botaniche o ad alcuni habitat: "il sambuco", "il pioppo", "l'olmo", "il platano", "la palma", "il laghetto", "l'acquedotto", "la pineta", "la campagna romana", "il centro di educazione ambientale", ecc.
Per meglio restituire la dimensione esplorativa-didattica sono stati installati alcuni cartelloni che "incorniciano" l'ambiente da vedere con le spiegazioni di ciò che si sta osservando.

## Curiosità
Un altro parco è stato intitolato a Giovanni Palatucci a Roma nel 2004, in zona La Giustiniana.